# Arcybiskupie Seminarium Duchowne w Poznaniu
Arcybiskupie Seminarium Duchowne w Poznaniu – rzymskokatolickie wyższe seminarium duchowne archidiecezji poznańskiej, przygotowujące mężczyzn archidiecezji poznańskiej, archidiecezji gnieźnieńskiej, diecezji kaliskiej i diecezji bydgoskiej do przyjęcia święceń diakonatu i prezbiteratu.
Klerycy są studentami teologii o specjalności kapłańskiej na Wydziale Teologicznym Uniwersytetu im. A. Mickiewicza.

## Obecni przełożeni
Jurysdykcję kanoniczną nad Seminarium sprawuje arcybiskup metropolita poznański.

### Rektor
- ks. kan. dr Jan Frąckowiak – od 2021

### Wicerektorzy
- ks. dr Waldemar Graczyk – od 2021
- ks. dr Tomasz Krzysztofiak – od 2023

### Prefekci
- ks. kan. mgr lic. Przemysław Tyblewski – od 2011
- ks. mgr Marek Ratajczak – od 2020 (od 2022 także prokurator)
- ks. mgr lic. Dariusz Kuliński – od 2021
- ks. mgr lic. Paweł Białczyk – od 2022
- ks. mgr lic. Paweł Rybak – od 2023

### Ojcowie duchowni
- ks. kan. mgr Dariusz Mazur – od 2013
- ks. dr Andrzej Nowicki – od 2023
- ks. Łukasz Zawidzki – od 2024

## Obiekty
- główny budynek Seminarium przy ulicy Wieżowej 2/4 w Poznaniu
- budynek dawnego Wyższego Seminarium Duchownego Diecezji Kaliskiej przy ulicy Złotej 144 w Kaliszu, który zamieszkują klerycy roku propedeutycznego

## Historia
Za datę powstania seminarium poznańskiego podaje się niekiedy 26 października 1564 roku, gdy biskup Adam Konarski, chcąc ratować upadającą Akademię Lubrańskiego, podczas synodu postanowił by kandydaci do kapłaństwa odbywali w niej naukę. Kapituła katedralna w Poznaniu nie uznała jednak tego aktu jako założenia seminarium i wystosowała prośbę w listopadzie 1565 roku, aby erygować seminarium według poleceń Soboru Trydenckiego. Prośbę, kapituła powtórzyła 30 czerwca 1574 roku. Rozpoczęto rozmowy z jezuitami, aby pod ich opieką powstało seminarium. Jezuici przybyli do Poznania w 1571 roku. Seminarium diecezjalne pod opieką jezuitów swoją działalność rozpoczęło w 1576 roku. 

### Lata współczesne
17 października 2020 Nuncjatura Apostolska w Polsce poinformowała, że Wyższe Seminarium Duchowne Diecezji Kaliskiej zostało czasowo zamknięte, a wszyscy alumni tegoż seminarium będą odbywać formację w poznańskim seminarium. Miało to związek z wizytacją apostolską, którą Kongregacja ds. Duchowieństwa zleciła Stanisławowi Gądeckiemu, arcybiskupowi metropolicie poznańskiemu, a o której Nuncjatura Apostolska poinformowała 29 czerwca 2020. W celu przeprowadzenia wizytacji 13 lipca 2020 została ustanowiona komisja, w skład której weszli Damian Bryl, biskup pomocniczy poznański (były ojciec duchowny poznańskiego seminarium), ks. Mariusz Chamarczuk SDB, były rektor Wyższego Seminarium Duchownego Towarzystwa Salezjańskiego w Lądzie i ks. Wojciech Rzeszowski, były rektor Prymasowskiego Wyższego Seminarium Duchownego w Gnieźnie. 17 września 2020 zgromadzone w dochodzeniu materiały zostały przekazane Kongregacji.
Od 2022 roku do poznańskiego seminarium przeniesieni zostali klerycy z Wyższego Seminarium Duchownego w Bydgoszczy, natomiast od 2023 roku klerycy z Prymasowskiego Wyższego Seminarium Duchownego w Gnieźnie.  

## Absolwenci Seminarium

### Błogosławieni
- Marian Konopiński
- Józef Kut
- Włodzimierz Laskowski
- Narcyz Putz
- Stanisław Streich

### Kandydaci na ołtarze
- Ignacy Posadzy SChr
- Kazimierz Rolewski
- Aleksander Woźny
- Aleksander Żychliński

### Kardynałowie
- Edmund Dalbor
- Bolesław Filipiak
- Zenon Grocholewski

### Arcybiskupi
- Walenty Dymek
- Tomasz Grysa
- Marek Jędraszewski
- Edward Likowski
- Juliusz Paetz
- Marian Przykucki
- Leon Przyłuski
- Florian Stablewski

### Biskupi
- Stanisław Adamski
- Antoni Andrzejewicz
- Grzegorz Balcerek
- Teodor Bensch
- Lucjan Bernacki
- Anzelm Wojciech Brodziszewski
- Damian Bryl
- Józef Cybichowski
- Jan Czerniak
- Tadeusz Etter
- Zdzisław Fortuniak
- Jan Glapiak
- Jan Janiszewski
- Franciszek Jedwabski
- Lech Kaczmarek
- Kazimierz Kowalski
- Romuald Kujawski
- Arkadiusz Lisiecki
- Stanisław Łukomski
- Stanisław Napierała
- Edmund Nowicki
- Stanisław Okoniewski
- Karol Radoński
- Szymon Stułkowski
- Andrzej Wronka
- Tadeusz Paweł Zakrzewski
- Jan Zaręba

### Inni absolwenci
- prof. Bogdan Częsz
- prof. Jacek Hadryś
- prof. Janusz Nawrot
- prof. Romuald Niparko
- prof. Bogdan Poniży
- prof. Adam Przybecki
- prof. Jan Kanty Pytel
- prof. Jan Szpet
- prof. Jerzy Troska
- dr hab. Piotr Ostański
- dr hab. Paweł Wygralak
- dr Franciszek Dziasek
- dr Marcin Głowiński
- dr Tadeusz Karkosz
- dr Paweł Malecha
- Franciszek Bażyński
- Stanisław Dudziński
- Paweł Władysław Fabisz